# Aleksandra Andriejewa
Aleksandra Jewgienjewna Andriejewa (ros. Александра Евгеньевна Андреева ;ur. 2 kwietnia 1995) – rosyjska zapaśniczka walcząca w stylu wolnym. 
Zajęła piąte miejsce na mistrzostwach Europy w 2017. Brązowa medalistka akademickich MŚ w 2018. Trzecia na MŚ U-23 w 2018. Pierwsza na ME U-23 w 2018 i druga w 2016. Trzecia na mistrzostwach Rosji w 2018, 2019, 2022 i 2023 roku.